# پروژه مایتریا

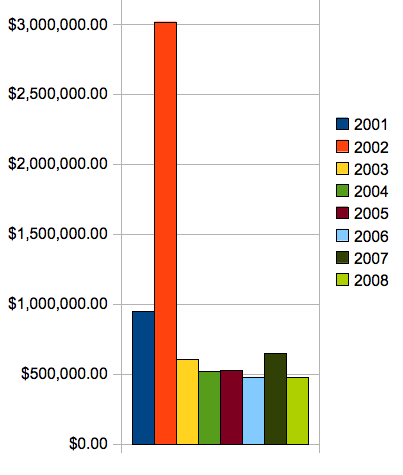
پروژه مایتریا، نهاد کالیفرنیا، درآمد ناخالص سالانه ۲۰۰۱–۲۰۰۸ به دلار آمریکا

پروژه مایتریا (انگلیسی: Maitreya Project) یک سازمان بین‌المللی است که از سال ۱۹۹۰ فعالیت می‌کند، که قصد دارد مجسمه‌های مایتریا بوداهود را در هند و شاید در جاهای دیگر بسازد. برنامه‌های اولیه برای ساخت مجسمه عظیم ۱۵۲ متری (۵۰۰ فوت) در کوشیناگار یا بوده گایا بوده است.